# Папава, Михаил Григорьевич
Михаил Григорьевич Папа́ва (1906—1975) — советский сценарист, журналист, критик. Лауреат Сталинской премии первой степени (1950).

## Биография
М. Г. Папава родился 24 октября (6 ноября) 1906 года в Харькове. В 1931 году окончил историко-филологический факультет МГУ, в 1938 году — сценарный факультет ВГИКа. Печатался с 1930 года. В кино с 1938 года. Работал также редактором в Комитете по кинематографии и на киностудии «Мосфильм».
В 1960—1962 годах читал лекции по кинодраматургии, входил в состав приёмной комиссии Высших сценарных курсов, был председателем Государственной экзаменационной комиссии ВГИКа по сценарному отделению. Член редколлегии журнала «Искусство кино».
М. Г. Папава умер 27 января 1975 года. Похоронен в Москве на Донском кладбище.

## Фильмография
- 1938 — Кошкин дом (м/ф)
- 1944 — Родные поля
- 1949 — Академик Иван Павлов
- 1950 — Далеко от Москвы;
- 1950 — Жёлтый аист (м/ф, с Б. А. Бродским)
- 1952 — Каштанка (м/ф, с Б. А. Бродским)
- 1953 — Великий воин Албании Скандербег
- 1957 — Высота; Не на своём месте
- 1962 — Иваново детство (с В. О. Богомоловым)
- 1965 — На одной планете (с С. А. Дангуловым)
- 1969 — Я его невеста (с А. Б. Чаковским)
- 1972 — Жизнь испытывает нас (с В. Бабанлы)
- 1979 — Процесс (с М. Каневским)

## Награды и премии
- Сталинская премия первой степени (1950) — за сценарий фильма «Академик Иван Павлов» (1949)
- Орден Трудового Красного Знамени (6 марта 1950) — за выдающиеся заслуги в развитии советской кинематографии, в связи с 30-летием[6]
- Орден «Знак Почёта» (22 ноября 1956)
- ещё два ордена
- медали